# Madagaskar op de Paralympische Zomerspelen 2012
Tijdens de Paralympische Zomerspelen van 2012 die in Londen werden gehouden nam Madagaskar voor de 3e maal deel.

## Deelnemers

### Atletiek
| Paralympiër                | Onderdeel    | Resultaat | Prestatie         |
| -------------------------- | ------------ | --------- | ----------------- |
| Revelinot Raherinandrasana | 200m T46 (m) | serie     | serie: 26.41 (4e) |